# Kazateľ
Kazateľ szlovák nyelven megjelenő katolikus lap volt a Magyar Királyságban. Szakolcán adták ki 1873 és 1880 között. Havonkénti periodicitással jelent meg. A lap kiadása Pavol Blaho nevéhez fűződik.